# Coaldale, Bedford County, Pennsylvania
Coaldale är en ort i Bedford County i delstaten Pennsylvania, USA.